# Gedaliah Anemer
El rabino Gedaliah Anemer, también conocido como Rav Gedaliah Ben Zev HaKohen (19 de marzo de 1932 - 15 de abril de 2010), fue un rabino judío ortodoxo y fundador de la Yeshivá del Gran Washington, donde sirvió como Rosh Yeshivá durante 45 años. Fue un discípulo cercano del rabino Eliyahu Meir Bloch . Rav Anemer era respetado a nivel nacional como autoridad halájica y encabezaba el Consejo Rabínico del Gran Washington. Desempeñó un papel fundamental en el establecimiento de infraestructura kosher en Washington D. C. a través de su liderazgo de Vaad HaKashrus, y es recordado por su profunda influencia en los judíos de Maryland y su compromiso inquebrantable con la educación ortodoxa de la Torá .
Ayudó a sentar las bases de la comunidad judía ortodoxa de Kemp Mill, fundando varias instituciones y sirviendo como líder espiritual de la comunidad hasta su muerte en 2010. A partir de 2024, Kemp Mill ha crecido hasta convertirse en la comunidad judía ortodoxa más grande de la costa este entre Baltimore y Miami .

## Primeros años de vida
El rabino Gedaliah Anemer nació en 1932 en Akron, Ohio, hijo de un rabino ortodoxo. En una época en la que era poco común que los judíos en el centro de Estados Unidos fueran shomer Shabat, su padre, Reb Zev, rechazó una oferta lucrativa para poseer una franquicia de Coca-Cola porque le habría requerido trabajar en Shabat. Trágicamente, su padre fue asesinado por un conductor ebrio mientras entregaba refrescos a un cliente, dejando a su madre, Rivkah, a cargo de criar sola a sus tres hijos pequeños, todos menores de doce años.
Rav Anemer recibió su educación inicial en Mesivtha Tifereth Jerusalem en Nueva York, donde formó un estrecho vínculo con Reb Moshe Feinstein . Durante ese período, la ieshivá no ofrecía comidas de Shabat, por lo que Rav Anemer solía cenar en la casa de Reb Moshe.
Reb Moshe tenía la tradición de dar un dólar a cualquier estudiante que memorizara un blatt de Guemará . Ansioso por visitar a su madre, el joven Gedaliah memorizó numerosos blatt y ahorró dinero para comprar billetes de tren a casa.
De 1944 a 1956 estudió en Telshe Yeshiva, donde se distinguió como un estudiante excepcional con experiencia en todas las áreas de Shas y Shulján Aruj . Era un talmid cercano al rabino Eliyahu Meir Bloch.

Años después de dejar Telshe, Rav Anemer permaneció cerca de Rav Mordejai Gifter . Después de una cena en Telshe en la que se honró a Rav Anemer, visitó a Rav Gifter para despedirse de él. Para entonces, Rav Gifter estaba luchando contra la enfermedad de Parkinson . Rav Gifter, con gran emoción, le dijo:
“Reb Gedaliah, usted es el Kohen Gadol de Estados Unidos. Daven por mí”.
Se abrazaron, ambos derramando lágrimas.

## Carrera
El rabino Anemer recibió su semikhah en 1952 y poco después se convirtió en el Rosh Yeshiva del Seminario Rabínico de Boston, un esfuerzo de colaboración entre Lakewood Yeshiva y Telshe Yeshiva. No mucho después, decidió entrevistarse para el puesto rabínico en una sinagoga en Washington D. C., una decisión que influiría profundamente en el futuro de los judíos estadounidenses .
En 1956, el rabino Anemer y su rebetzin se mudaron a DC, donde asumió el cargo de rabino en Young Israel Shomrai Emunah . Reconociendo el potencial de crecimiento, Rav Anemer pronto trasladó la congregación a Kemp Mill, Maryland, sentando las bases de lo que se convertiría en la comunidad judía de Kemp Mill. Fue la primera sinagoga judía ortodoxa que se abrió en el condado de Montgomery.
En los primeros días de Washington y Silver Spring, los restaurantes y panaderías kosher no existían. Si bien los propietarios de tiendas locales estaban abiertos a vender productos kosher, la comunidad judía era demasiado pequeña para sustentar un negocio totalmente kosher y contratar un mashgiach no era económicamente viable. A medida que la comunidad crecía, la demanda de establecimientos kosher aumentó, pero no había infraestructura kashrus para satisfacer esta necesidad. A Rav Anemer, conocido por sus principios inquebrantables y su profundo conocimiento de la naturaleza humana, se le pidió que dirigiera el Vaad HaKashrus de Washington. Este puesto era exigente y venía acompañado de un salario adecuado. Sin embargo, a pesar de la carga adicional en su ya ocupada agenda, Rav Anemer rechazó el pago extra. Creía que era esencial permanecer imparcial y optó por asignar los fondos a la contratación de un supervisor para los mashgichim.
En 1963, el rabino Anemer fundó la Yeshivá del Gran Washington, que comprende divisiones separadas para niños y niñas. A lo largo de sus 45 años como Rosh Yeshivá, impartió diariamente shiurim avanzados de Guemará en la escuela secundaria de varones e impartió varias clases en la escuela secundaria de niñas. Su guía y enseñanza dejaron una huella imborrable en innumerables estudiantes, quienes lo tuvieron en alta estima y profundo cariño.
Hoy en día, la Yeshivá del Gran Washington ofrece un Programa Mesivta, una Yeshivá Gedolah (Tiferes Gedaliah) y un Kollel (Zichron Amram).

Rav Aaron Lopiansky, un renombrado erudito talmúdico que se unió a la Yeshiva Gedolah del Gran Washington en 1995 como Rosh Yeshiva, describió el método de enseñanza de Rav Anemer.
“Su shiur era más duro que los demás, pero sus talmidim tenían kavod y aprecio por él; no querían decepcionarlo. El estilo de su shiur reflejaba cómo era él como persona. Se aseguró de que sus talmidim realmente entendieran los conceptos de los que estaban hablando; uno no podía dar una respuesta de memoria”.

## Muerte y entierro
Rav Anemer murió de un derrame cerebral el 22 de abril de 2010. Tenía 78 años. Para garantizar que Rav Anemer pudiera ser enterrado en Israel antes de Shabat, había una ventana crítica para transportar su aron a Newark . Cuando la procesión partió de su sinagoga, la policía estatal le proporcionó una escolta para acelerar el viaje.
A su llegada a Israel, la jevrá kadishá anticipó un entierro apresurado en Erev Shabat. Sin embargo, cuando el coche fúnebre pasó por Beit Shemesh, los estudiantes de Rav Anemer se alinearon en las calles para presentar sus respetos finales. En Har HaMenujot, cientos de talmidim y miembros de la comunidad lo acompañaron vestidos con sus mejores atuendos, en honor a su último viaje.